# Aventurile lui Rocko
Aventurile lui Rocko (în engleză Rocko's Modern Life) este un desen animat difuzat pe Nickelodeon, creat de Joe Murray. Este vorba despre viața unui cangur din Australia cu numele de Rocko. 
În România, serialul s-a difuzat pe Prima TV între anii 1997 și 1998 și pe Netflix în 2019.

## Personaje
- Rocko este un cangur din Australia care sosește în America. Sarcina lui este de a vinde reviste într-un magazin de benzi desenate.
- Heffer este cel mai bun prieten al lui Rocko, s-au întâlnit în liceu. El este un bou care iubește mâncarea și petrecerile. Heffer a fost adoptat de o familie de lupi care au vrut inițial să-l îngrașe și să-l mănânce, dar în cele din urmă au ajuns să-l iubească ca pe fiul lor. Curios este faptul că Heffer nu și-a dat seama că el nu este dintr-o familie de lupi, chiar dacă el știe că e un bou.
- Filburt este încă un prieten de-al lui Rocko, el este o broască țestoasă cu un stomac slab.
- Spunky este câinele lui Rocko.